# SPX Capital
SPX Capital (SPX) è una società brasiliana di gestione di hedge fund multistrategia con sede a Rio de Janeiro  Si concentra sulla macroeconomia globale, sebbene abbia anche strategie in classi di attività di investimento sia tradizionali che alternative. È uno dei maggiori gestori di fondi indipendenti in Brasile: nel gennaio 2024 gestisce un patrimonio (AUM) di 12 miliardi di dollari.
SPX ha uffici aggiuntivi a San Paolo, New York, Londra, Cascais e Singapore.

## Storia
SPX è stata fondata nel 2010 dagli ex dipendenti del Banco BBM Rogério Xavier, Bruno Pandolfi e Daniel Schneider. Il nome dell'azienda è un acronimo formato da Schneider, Pandolfi e Xavier. SPX inizialmente si è concentrato su strategie macro globali basate sull'analisi fondamentale che i tre fondatori hanno costruito durante la loro permanenza presso Banco BBM. Nel 2012, un altro dipendente del Banco BBM, Leonardo Linhares, è entrato a far parte di SPX come socio per guidarne le strategie azionarie. I quattro detenevano il 72,8% dell'azienda.
Nel febbraio 2019, due gestori di portafoglio senior hanno lasciato SPX. Le fonti hanno ipotizzato che le mosse fossero causate dalla cultura dell'azienda che aveva poca fluidità aziendale tra i partner ed era al limite del "bullismo" quando si trattava di ottenere risultati. Inoltre i dipendenti, sostennero, subivano abusi da parte dei loro capi se perdevano denaro. Xavier ha dichiarato che SPX necessitava di preservare il capitale proprio per i suoi ulteriori piani di espansione. Ha anche affermato che, sebbene esistesse un ambiente duro, non esisteva alcuna routine in cui le persone si maledissero a vicenda ogni giorno. Non era per umiliare ma per far fare meglio.
Nel maggio 2021, The Carlyle Group ha stipulato un accordo di partnership con SPX per entrare nel mercato brasiliano. SPX è così diventato un subconsulente del fondo di buyout da 776 milioni di dollari di Carlyle focalizzato sul Sud America. Allo stesso tempo, SPX ha anche stipulato un accordo di partnership con Cyrela Commercial Properties per creare una joint venture destinata ad investire in beni reali.
Nel novembre 2022, il fondo SPX Raptor, una versione più aggressiva del fondo macro globale di punta dell'azienda, Nimitz, ha registrato una perdita dell'11%. È stato il fondo con la migliore performance dell'azienda negli ultimi due anni e questa è stata la sua prima perdita mensile a due cifre dalla sua creazione nel dicembre 2010. I principali contributori sono stati i tassi e le scommesse in valuta estera.  Nel luglio 2023, SPX si è scusato con i suoi sostenitori Raptor poiché la sua performance per la prima metà dell'anno è stata del 9,7%, inferiore a quella di tutti i suoi concorrenti. Xavier ha affermato che è stato causato da scommesse rialziste sul Brasile con l'elezione di Luiz Inácio Lula da Silva. Tuttavia, la retorica del leader ha portato ad una forte svendita dei titoli brasiliani. Ad ogni mondo altri fondi SPX hanno registrato un rendimento del 12,8% nello stesso arco temporale, la migliore performance tra i suoi concorrenti. Nel complesso SPX ha registrato un rendimento del 4,9% nella prima metà del 2023.
Nel febbraio 2023, SPX, XP Inc. e diverse altre società di gestione patrimoniale sono state nominate membri del comitato per rappresentare gli obbligazionisti della Lojas Americanas dopo che la società ha dichiarato fallimento, giorni dopo la scoperta di 20 miliardi di reais (3,9 miliardi di dollari) di "incoerenze contabili".
SPX si è espansa al di fuori del Brasile aprendo ulteriori uffici in altri paesi e ha inoltre diversificato ulteriormente le proprie strategie di investimento. Xavier, che vive a Londra, ha affermato che il mercato brasiliano è troppo piccolo e SPX ha il potenziale per diventare il più grande gestore patrimoniale del mondo.